# Simulium lonckei
Simulium lonckei är en tvåvingeart som beskrevs av Craig 1997. Simulium lonckei ingår i släktet Simulium och familjen knott. Inga underarter finns listade i Catalogue of Life.